# Saut en longueur masculin aux championnats du monde d'athlétisme 2013
Navigation
Daegu 2011 Pékin 2015
L'épreuve du saut en longueur masculin des championnats du monde de 2013 s'est déroulée les 14 et 16 août 2013 dans le Stade Loujniki, le stade olympique de Moscou, en Russie. Elle est remportée par le Russe Aleksandr Menkov.

## Records et performances

### Records
Les records du saut en longueur hommes (mondial, des championnats et par continent) étaient avant les championnats 2013 les suivants.
| Record                    | Athlète                     | Pays             | Résultat | Lieu        | Date            |
| ------------------------- | --------------------------- | ---------------- | -------- | ----------- | --------------- |
| Record du monde           | Mike Powell                 | États-Unis       | 8,95 m   | Tokyo       | 30 août 1991    |
| Record des championnats   | Mike Powell                 | États-Unis       | 8,95 m   | Tokyo       | 30 août 1991    |
| Record d'Afrique          | Godfrey Khotso Mokoena      | Afrique du Sud   | 8,50 m   | Madrid      | 4 juillet 2009  |
| Record d'Asie             | Mohamed Salman Al Khuwalidi | Arabie saoudite  | 8,48 m   | Sotteville  | 2 juillet 2006  |
| Record d'Amérique du Nord | Mike Powell                 | États-Unis       | 8,95 m   | Tokyo       | 30 août 1991    |
| Record d'Amérique du Sud  | Irving Saladino             | Panama           | 8,73 m   | Hengelo     | 24 mai 2008     |
| Record d'Europe           | Robert Emmiyan              | Union soviétique | 8,86 m   | Tsakhkadzor | 22 mai 1987     |
| Record d'Océanie          | Mitchell Watt               | Australie        | 8,54 m   | Stockholm   | 29 juillet 2011 |

### Meilleures performances de l'année 2013
Onze athlètes ont sauté au moins 8,25 m avant les championnats.
|    | Athlète                 | Pays           | Résultat | Lieu                | Date            |
| -- | ----------------------- | -------------- | -------- | ------------------- | --------------- |
| 1  | Luis Rivera             | Mexique        | 8,46 m   | Kazan, Russie       | 12 juillet 2013 |
| 2  | Aleksandr Menkov        | Russie         | 8,42 m   | Kazan, Russie       | 12 juillet 2013 |
| 3  | Eusebio Cáceres         | Espagne        | 8,37 m   | Tampere             | 12 juillet 2013 |
| 4  | Jinzhe Li               | Chine          | 8,34 m   | Shanghai            | 18 mai 2013     |
| 5  | Mauro Vinicius da Silva | Brésil         | 8,31 m   | São Paulo           | 7 juin 2013     |
| 6  | Godfrey Khotso Mokoena  | Afrique du Sud | 8,30 m   | Bad Langensalza     | 15 juin 2013    |
| 7  | Zack Visser             | Afrique du Sud | 8,29 m   | Stellenbosch        | 13 avril 2013   |
| 7  | Alyn Camara             | Allemagne      | 8,29 m   | Bad Langensalza     | 15 juin 2013    |
| 9  | Christian Reif          | Allemagne      | 8,27 m   | Bad Langensalza     | 15 juin 2013    |
| 10 | Fabrice Lapierre        | Australie      | 8,25 m   | Houston             | 20 juin 2013    |
| 10 | Damar Forbes            | Jamaïque       | 8,25 m   | Kingston (Jamaïque) | 22 juin 2013    |

## Engagés
Pour se qualifier pour les Championnats (minima A), il fallait avoir réalisé au moins 8,25 m entre le 1er octobre 2012 et le 29 juillet 2013. Le minima B est de 8,10 m .

## Médaillés
| Or                     | Argent                 | Bronze            |
| Aleksandr Menkov (RUS) | Ignisious Gaisah (NED) | Luis Rivera (MEX) |

## Résultats

### Finale
| Rang               | Athlète                 | Pays           | Essais | Essais | Essais | Essais | Essais | Essais | Marque | Notes |
| Rang               | Athlète                 | Pays           | 1      | 2      | 3      | 4      | 5      | 6      | Marque | Notes |
| ------------------ | ----------------------- | -------------- | ------ | ------ | ------ | ------ | ------ | ------ | ------ | ----- |
| Médaille d'or      | Aleksandr Menkov        | Russie         | 8,14 m | 7,96 m | 8,52 m | 8,43 m | 8,56 m | x      | 8,56 m | WL    |
| Médaille d'argent  | Ignisious Gaisah        | Pays-Bas       | 8,09 m | 8,15 m | 8,17 m | 8,29 m | x      | 8,16 m | 8,29 m | NR    |
| Médaille de bronze | Luis Rivera             | Mexique        | 7,92 m | 8,16 m | 8,17 m | 8,03 m | 8,27 m | x      | 8,27 m |       |
| 4                  | Eusebio Cáceres         | Espagne        | 8,09 m | 8,25 m | 8,17 m | 8,03 m | 8,26 m | 8,20 m | 8,26 m |       |
| 5                  | Mauro Vinícius da Silva | Brésil         | x      | x      | 8,09 m | 8,05 m | 8,23 m | 8,24 m | 8,24 m |       |
| 6                  | Christian Reif          | Allemagne      | 8,18 m | x      | 8,22 m | 8,12 m | 8,12 m | 7,96 m | 8,22 m |       |
| 7                  | Godfrey Mokoena         | Afrique du Sud | 8,00 m | 7,91 m | 7,87 m | 7,93 m | 8,01 m | 8,10 m | 8,10 m |       |
| 8                  | Damar Forbes            | Jamaïque       | 8,02 m | 7,89 m | x      | x      | 8,00 m | x      | 8,02 m |       |
| 9                  | Sebastian Bayer         | Allemagne      | 7,98 m | x      | 7,92 m |        |        |        | 7,98 m |       |
| 10                 | Loúis Tsátoumas         | Grèce          | x      | x      | 7,98 m |        |        |        | 7,98 m |       |
| 11                 | Dwight Phillips         | États-Unis     | x      | 7,87 m | 7,88 m |        |        |        | 7,88 m |       |
| 12                 | Li Jinzhe               | Chine          | 7 m 79 | 7,70 m | 7,86 m |        |        |        | 7,86 m |       |

### Qualifications
| Rang | Groupe | Athlète                 | Nationalité    | Essai 1 | Essai 2 | Essai 3 | Résultat | Notes  |
| ---- | ------ | ----------------------- | -------------- | ------- | ------- | ------- | -------- | ------ |
| 1    | B      | Eusebio Cáceres         | Espagne        | 8,25 m  |         |         | 8,25 m   | Q      |
| 2    | B      | Godfrey Mokoena         | Afrique du Sud | 7,68 m  | 7,96 m  | 8,16 m  | 8,16 m   | Q      |
| 3    | B      | Aleksandr Menkov        | Russie         | 7,95 m  | x       | 8,11 m  | 8,11 m   | Q      |
| 4    | A      | Christian Reif          | Allemagne      | 8,09 m  |         |         | 8,09 m   | q      |
| 5    | A      | Luis Rivera             | Mexique        | 7,78 m  | x       | 8,04 m  | 8,04 m   | q      |
| 6    | B      | Loúis Tsátoumas         | Grèce          | x       | x       | 8,00 m  | 8,00 m   | q      |
| 7    | A      | Damar Forbes            | Jamaïque       | 7,77 m  | x       | 7,96 m  | 7,96 m   | q      |
| 8    | A      | Li Jinzhe               | Chine          | x       | 7,70 m  | 7,96 m  | 7,96 m   | q      |
| 9    | B      | Dwight Phillips         | États-Unis     | 7,95 m  | 7,73 m  | 7,73 m  | 7,95 m   | q (SB) |
| 10   | A      | Sebastian Bayer         | Allemagne      | 7,95 m  | x       | x       | 7,95 m   | q      |
| 11   | A      | Mauro Vinícius da Silva | Brésil         | 7,81 m  | 7,92 m  | x       | 7,92 m   | q      |
| 12   | B      | Ignisious Gaisah        | Pays-Bas       | 7,89 m  | 7,85 m  | 7,78 m  | 7,89 m   | q      |
| 13   | A      | Tyrone Smith            | Bermudes       | 7,89 m  | 7,72 m  | 7,41 m  | 7,89 m   |        |
| 14   | A      | Greg Rutherford         | Royaume-Uni    | 7,81 m  | 7,57 m  | 7,87 m  | 7,87 m   |        |
| 15   | A      | Sergey Polyanskiy       | Russie         | 7,82 m  | 6,86 m  | x       | 7,82 m   |        |
| 16   | B      | Marcos Chuva            | Portugal       | x       | x       | 7,82 m  | 7,82 m   |        |
| 17   | A      | Zarck Visser            | Afrique du Sud | 7,78 m  | x       | 7,79 m  | 7,79 m   |        |
| 18   | B      | Alyn Camara             | Allemagne      | 7,77 m  | x       | x       | 7 m77    |        |
| 19   | A      | Michel Tornéus          | Suède          | 7,75 m  | 7,71 m  | x       | 7,75 m   |        |
| 20   | A      | George Kitchens         | États-Unis     | 7,75 m  | 7,56 m  | 7,63 m  | 7,75 m   |        |
| 21   | B      | Salim Sdiri             | France         | 7,64 m  | 7,55 m  | 6,36 m  | 7,64 m   |        |
| 22   | B      | Ndiss Kaba Badji        | Sénégal        | 7,59 m  | 7,62 m  | 7,61 m  | 7,62 m   |        |
| 23   | B      | Wang Jianan             | Chine          | 7,59 m  | 7,57 m  | 7,57 m  | 7,59 m   |        |
| 24   | A      | Izmir Smajlaj           | Albanie        | 7,55 m  | x       | 7,25 m  | 7,55 m   | (PB)   |
| 25   | B      | Adrian Vasile           | Roumanie       | 7,32 m  | 7,52 m  | 7,21 m  | 7,52 m   |        |
| 26   | A      | Konstantin Safronov     | Kazakhstan     | 7,47 m  | 7,34 m  | x       | 7,47 m   |        |
| 27   | B      | Marquis Dendy           | États-Unis     | 6,43 m  | 7,21 m  | 7,36 m  | 7,36 m   |        |
| 28   | A      | Quincy Breell           | Aruba          | 7,10 m  | x       | x       | 7,10 m   |        |
|      | B      | Fabrice Lapierre        | Australie      | x       | x       | x       | NM       |        |

## Légende
Records et Performances
- AR : Record continental (area record)
- CR : Record des championnats (championship record)
- MR : Record du meeting (meet record)
- NR : Record national (national record)
- OR : Record olympique (olympic record)
- PR : Record paralympique (paralympic record)
- PB : Record personnel (personal best)
- SB : Meilleure performance personnelle de la saison (season's best)
- WL : Meilleure performance mondiale de l'année (world leader)
- WJR : Record du monde junior (world junior record)
- WR : Record du monde (world record)

Circonstances et Conditions
- DNF : N'a pas terminé (did not finish)
- DNS : N'a pas pris le départ (did not start)
- DQ : Disqualification (disqualification)
- NM : Aucun essai valable enregistré (No Mark)
- Q : Qualifié « directement » au prochain tour (ou à la prochaine compétition), lors d'une compétition majeure, grâce au classement ou à la réalisation des minima (automatic qualifier)
- q : Qualifié au prochain tour (ou à la prochaine compétition), lors d'une compétition majeure, grâce au repêchage ou à la réalisation de l'une des meilleures performances parmi celles des « non qualifiés directement » (grâce au meilleur temps ou à la meilleure distance par exemple) (secondary qualifier)